# Jutta zu Mecklenburg-Strelitz

Kronprinzessin Jutta von Montenegro, um 1900

Auguste Charlotte Jutta Alexandra Georgine Adolfine Herzogin zu Mecklenburg (-Strelitz) (* 24. Januar 1880 in Neustrelitz; † 17. Februar 1946 in Rom) war ein Mitglied des herzoglichen Hauses Mecklenburg-Strelitz und war durch Heirat Kronprinzessin bzw. Titular-Königin von Montenegro.

## Leben
Jutta war die zweitälteste Tochter von vier Kindern des Großherzogs Adolf Friedrich V. (1848–1914) und seiner Ehefrau Prinzessin Elisabeth von Anhalt-Dessau (1857–1933). Ihre Großeltern väterlicherseits waren Großherzog Friedrich Wilhelm von Mecklenburg-Strelitz und Prinzessin Augusta Karoline von Großbritannien, Irland und Hannover. Ihre Kindheit drehte sich um perfektes Benehmen und die gesellschaftliche Repräsentation. Sie wurde ausschließlich zu Hause von Gouvernanten und Tutoren mit Hilfe der väterlichen Bibliothek unterrichtet. Schon früh begleitete sie zusammen mit ihren Geschwistern die Eltern zu Verwandtenbesuchen ins Ausland. Auf einem der vielen Familienfeste lernte sie ihren zukünftigen Ehemann kennen.
Am 27. Juli 1899 heiratete Prinzessin Jutta in Cetinje den Kronprinzen Danilo von Montenegro (1871–1939), den ältesten Sohn des montenegrinischen Königs Nikola Petrović-Njegoš. Am Vortag der Heirat trat sie unter dem Namen Militza zur orthodoxen Kirche über. Die Ehe, die allen Berichten zufolge glücklich verlief, blieb kinderlos.
Das Fürstenhaus um Fürst Nikola I. war Inspiration für Franz Lehárs Operette Die lustige Witwe. Auch wenn der Name Montenegro im Originallibretto aus Zensurgründen in den Namen der ähnlich klingenden spanischen Stadt Pontevedro umbenannt wurde: südslawische angehauchte Musiknummern und vor allem die Personennamen Danilo und Njegoš (Name der montenegrinischen Dynastie) lassen dies unschwer erkennen; wie einst Prinzessin Jutta von Mecklenburg-Strelitz heiratet auch die lustige Operettenwitwe Hanna Glawari einen Danilo.
Nach dem Tod ihres Schwiegervaters im Jahre 1921 wurde ihr Ehemann am 1. März 1921 im Exil zum König Danilo III. ausgerufen. Er dankte nach einer Woche zu Gunsten seines Neffen Michael von Montenegro ab und ließ sich mit seiner Ehefrau in Italien nieder.

## In ihren verschiedenen Lebensphasen lautete ihr Name
- 1880–1899 Prinzessin Jutta von Mecklenburg-Strelitz, Herzogin zu Mecklenburg
- 1899–1921 Kronprinzessin Militza von Montenegro
- 1921 (Titular-)Königin Militza von Montenegro
- 1921–1946 Prinzessin Militza von Montenegro